# Заярч'є
Заярч'є (словац. Zájarčie) — меліоративний канал; впадає у Ваг, протікає в округах Ґаланта і Шаля.
Довжина приблизно 12.8 км. Витік знаходиться в Дунайській рівнині на висоті 123 метрів.
Протікає територією сіл Пата; Шопорня; Гайське; Длга-над-Вагом; Моченок і міста Шаля. Впадає у Ваг на висоті 112 метрів.